# Gustav Meyer-Buchwald
Gottlieb Gustav Meyer-Buchwald  (* 18. August 1881 in Dresden; † 14. Oktober 1918 in Gits in Frankreich) war ein deutscher Porträtmaler.

## Leben

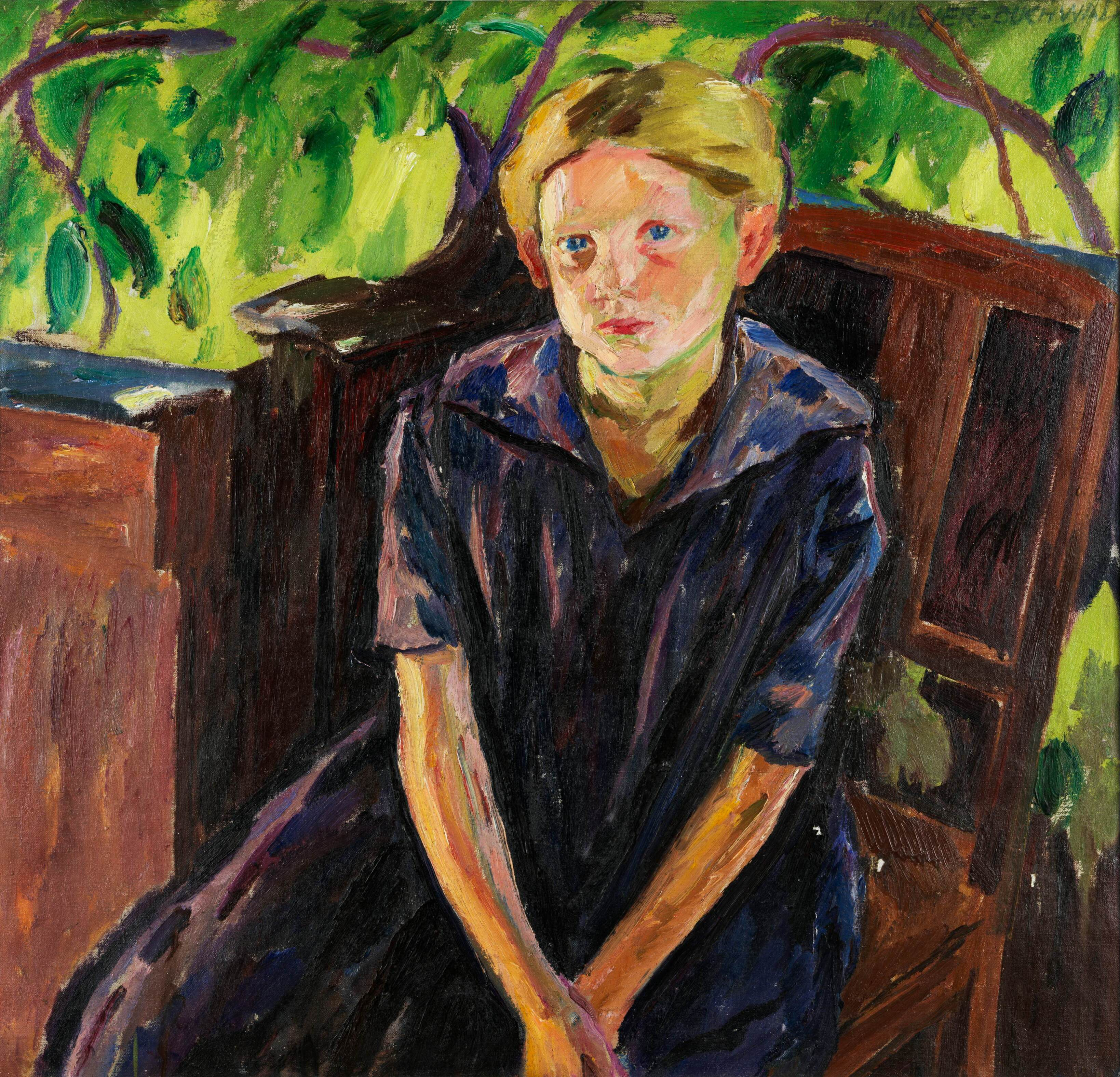
Gustav Meyer-Buchwald: Porträt eines Mädchens im Garten

Gustav Meyer-Buchwald wurde als viertes Kind einer Dresdner Künstlerfamilie geboren. Vater Gustav Adolf Heinrich arbeitete als Porzellanmaler. Gemeinsam mit seinem jüngeren Bruder Erich wurde er in der Mal- und Zeichenkunst von Ernst Oskar Simonson-Castelli unterrichtet. In den Jahren von 1900 bis 1909 studierte er an der Dresdner Kunstakademie und war Meisterschüler bei Gotthardt Kuehl. Im Jahr 1902 gehörte er zu den Gründungsmitgliedern des Dresdner Künstlervereinigung Die Elbier. In der Zeit von 1912 bis 1914 arbeitete und wohnte er im Künstlerhaus Dresden-Loschwitz. Seine Werke wurden in den Ausstellungen des Deutschen Künstlerbundes und der Dresdner Künstlervereinigung öffentlich gezeigt. Er war vor allem als Porträtmaler erfolgreich, malte aber auch Stillleben. Im Jahr 1914 wurde er zum Militärdienst an die Westfront eingezogen. Er war 1916 in der Dresdner Galerie Ernst Arnold auf der „Zweiten Ausstellung Dresdner Künstler die im Heeresdienst stehen“ vertreten. Kurz vor Ende des Ersten Weltkrieges ist er in Gits in Frankreich gefallen. Im Jahr 1919 veranstalteten der Deutsche Künstlerbund und die Dresdner Künstlervereinigung ihm zu Ehren eine Gedächtnisausstellung in Dresden.
1948 wurden in Radebeul in der Ausstellung Dresdner Impressionisten Bilder Meyer-Buchwalds gezeigt.
Bilder Meyer-Buchwalds befinden sich u. a. in der Dresdner Galerie Neue Meister.